# Notorhizodon
Notorhizodon is een geslacht van uitgestorven lobvinnige vissen dat leefde tijdens het Devoon (Givetien, ongeveer 385 - 391 miljoen jaar geleden). Het behoort tot de familie van de Tristichopteridae. Fossielen zijn gevonden in Antarctica en beschreven door Young et al. in 1992. Notorhizodon was waarschijnlijk een zoetwatervis.